# Sekretářka (film, 2002)
Sekretářka (v anglickém originále Secretary) je americký romantický film s erotickým nádechem z roku 2002 režiséra Stevena Shainberga podle povídky ze sbírky Bad Behavior americké spisovatelky Mary Gaitskillové o vztahu mezi sexuálně dominantním mužem-zaměstnavatelem a jeho submisivní sekretářkou.
V hlavních rolích se představili Maggie Gyllenhaal jako Lee a James Spader, jenž si zahrál advokáta E. Edwarda Greye.

## Děj
Mladá a citlivá dívka Lee Holloway se vrací z ústavu, kam ji rodina umístila kvůli sebepoškozování. Po návratu se naučí psát na psacím stroji a začne pracovat jako sekretářka pro excentrického advokáta E. Edwarda Greye. Při pohovoru ji upozorní, že se jedná o nudnou práci a že firma nepoužívá počítače. Lee je s tím srozuměna.
Ačkoliv se zpočátku zdá, že Edward je iritován jejími chybami a překlepy, záhy vyjde najevo, že jej vzrušuje její submisivní chování. Povšimne si také jizev po sebeubližování. Při jednom důvěrnějším rozhovoru ji zakáže si znovu ubližovat. Lee se dvoří její bývalý spolužák Peter, s nímž si začne vlažný vztah. V zaměstnání udržuje BDSM vztah s Edwardem, do kterého se zamiluje.
Edward je však nejistý a za své sexuální choutky se stydí. Jednoho dne sdělí Lee, že u něj končí.
Šokovaná Lee souhlasí se sňatkem, který jí nabízí Peter. Těsně před svatbou však uteče k Edwardovi do kanceláře, kde mu vyzná svou lásku. Edward, který se stále není jist, zda by jejich vztah mohl fungovat, ji otestuje. Přikáže jí sedět na židli s rukama na stole, dokud se nevrátí. Hodiny ubíhají a v kanceláři se vystřídají členové rodiny, někteří ji odrazují od jejího záměru. V kanceláři se objeví i Peter, kterému Lee oznámí, že ho nemiluje. Peter vyklízí pozice. Edward vše sleduje zpovzdálí.
Po 3 dnech se Edward vrací do kanceláře a odnáší vysílenou Lee do koupelny, kde ji celou omyje. Pár se vezme a udržuje nadále vztah dominance (on) versus submisivita (ona), který jim oběma vyhovuje.

## Herecké obsazení

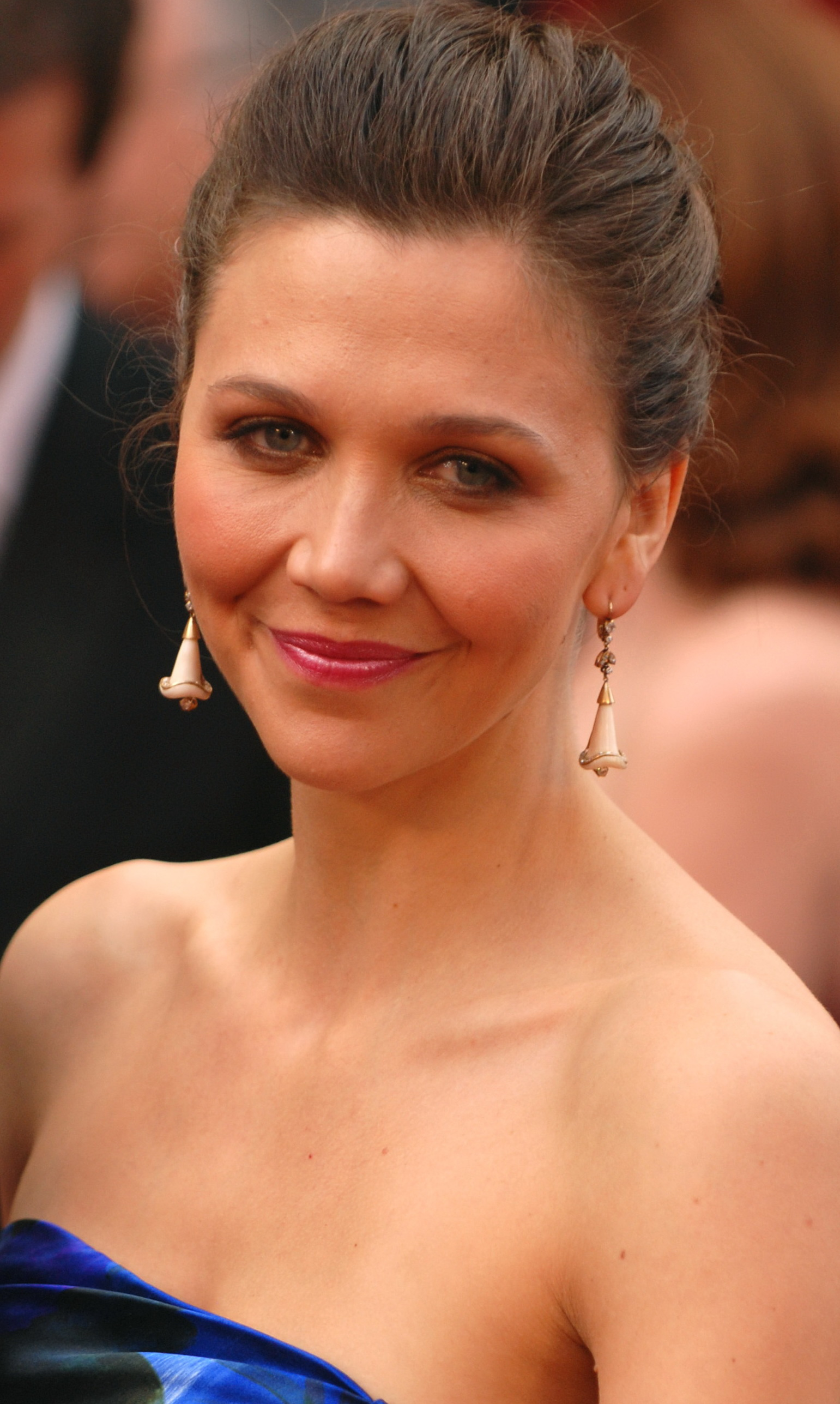
Představitelka Lee Maggie Gyllenhaal

- James Spader jako E. Edward Grey, zaměstnavatel Lee
- Maggie Gyllenhaal jako Lee Holloway, submisivní sekretářka
- Jeremy Davies jako Peter
- Lesley Ann Warren jako Joan Holloway
- Stephen McHattie jako Burt Holloway
- Jessica Tuck jako Tricia O'Connor
- Patrick Bauchau jako Dr. Twardon
- Amy Locane jako sestra Lee
- Oz Perkins jako Jonathan
- Michael Mantell jako Stewart
- Sabrina Grdevich jako Allison
- Ezra Buzzington jako učitelka psaní

## Citáty
„A kdo říká, že láska musí být laskavá a něžná?“